# أبيمديون هلبي
أبيمديون هلبي (الاسم العلمي: Epimedium setosum) هو نوع من النباتات يتبع جنس الأبيمديون من الفصيلة البرباريسية.